# 徳山竜一
徳山竜一は、番組及び映画など映像制作プロデューサー／演出家である。

## 番組演出
- NTV「厳寒の知床！これがキタキツネだ」（1983年）延べ400日のロケ

　　　　　※内閣総理大臣賞受賞
- NTV「全国高等学校クイズ選手権」（1984年～1993年）総合演出
- NTV「音楽のシルクロードを行く」（1985年）企画演出
- NTVスーパーテレビ「摩周湖の神秘」「少年たちの犯罪・更生」

　 山口県母子殺人事件（本村氏）を追ったドキュメント
- TBS 「N.Yジャズノート」(1997)企画・演出
- NHK/BS2「世界と闘った男たち」シリーズ 企画演出 (1998~)

　 熊川哲也＆中嶋悟 / 日野皓正&斎藤マサ
- MBS「情熱大陸」(1998~)

　 佐々木主浩・世良公則・松たか子・勅使川原三郎・阪哲朗・和久田哲也・羽生善治・西村由紀江  他
- NHK/BS2「ディズニー夢の名曲集」in東京ディズニーランド（2002）企画・演出

## CM
- 「キリンラガービール」親子編（2008年～）松本幸四郎／染五郎親子・山崎勉／直子親子・田中マー君親子　他

## イベント演出/プロデュース
- MLB開幕戦「ヤンキースVSデビルデイズ」in東京ドーム（2004年）
- MLB開幕戦「レッドソックスVSアスレチックス」in東京ドーム（2008年）
- アテネオリンピック壮行会　東京プリンスH（2004年）

## 番組プロデュース
- MBS「情熱大陸」朝青龍・西原理恵子・林家こぶ平・ユーミン・木村大作・秋元康・田中理恵・内村航平・伊集院静
- ヒストリーCH「戦場のカメラマンたちの肖像」（2003年）

　　　　　　　　「さらばサムライ」（2004年）
- NHK総合「チューリップ～ラストラン～」（2007年）
- BS12  「グローバル・ビジョン」（2008～）企画・プロデュース
- NHKBSプレミアム「ザ・スター」（2011年）岩下志麻　他
- NHKBSプレミアム「武田鉄矢のショータイム」（2012年）大地真央　他

## 映画プロデュース
- 「画家・奈良美智の旅の記録」（2007年）劇場公開ドキュメンタリー映画

| スタブアイコン | サブスタブ | この項目は、まだ閲覧者の調べものの参照としては役立たない、人物に関連した書きかけの項目です。この項目を加筆・訂正などしてくださる協力者を求めています（P:人物伝/PJ:人物伝）。 |